# 小山裕香
小山 裕香（こやま ゆか、1968年2月9日 - ）は、日本の女性声優、タレント、ナレーター。
広島県広島市出身。青二プロダクション所属。旧芸名は小山 祐香。

## 来歴
大阪成蹊短期大学、青二塾大阪校4期卒業。
小学生の頃になりたいものの1つに、巨人の選手などの他、声優があったが、高校3年の時までは普通のOLになろうと思い、夏期講習も行っていた。英文科に進もうとも思っていた。
しかし同年秋に、「なぜかわからないが、このままじゃいかん！普通にOLして、お嫁さんになっても先が見えてるな」と思い、たまたま友達が持ってきたオーディション雑誌で青二塾のことを知り、青二塾大阪校に入った（本人曰く、「広島の家を出るためには、とりあえずは何でも良かった」「母親としては、万が一養成所の成績が悪くても、短大に行っていればいいという逃げ道を作ってくれたんだと思う」）。
青二塾大阪校に土曜、日曜に通いながら、短期大学に通っていた。「青二に行くんだ」という決意があったため、最初に青二塾を受けて、その後1番青二塾に近い短大に決めた。
青二塾に通っていた2年間は、「1年位は親元を離れた寂しさもあり、地方故のアクセントの違い、地域的な鼻濁音、無声化のなさで、いつも泣いてたような気がする…。あまり楽しいと思ったことはなく、『ちきしょーちきしょー』ってやってた2年間だった」と振り返っている。
アルバイト先のライブハウスで歌っていたことがある。

## エピソード
本人曰く「忘れられない」エピソードとして、教材でセリフの長いシェークスピアの「ロミオとジュリエット」をやって悦に入って読み、終わった後に先生に言われた言葉が「君は鼻濁音ができてないね」というセリフに関する演技的なダメ出しではない「だったら2、3行やったところで言ってよね」という感じの一言だけでガーンときたということを挙げている。
NHKに顔出しで出演していた頃、オンエアーが終わった時に母親から電話がきて「今日の髪型、変」「あの服はあんたに似合わんね」など必ず言われていた。
番組ガイドの本番10秒前に伸びをしたらブラジャーのホックが外れてしまい、直す暇がないまま硬派な番組について喋り、話の内容と衣服の状態が不釣り合いだったことがある。
ゴールデンウィーク返上でレコーディングした自身のアルバム“Hmmm…”の中で特にお奨めの曲として、「キャッチーなメロディで、“忘れちゃえ”っていうフレーズが自分らしくて気に入ってる」という理由で“なにもかもわすれたい”、「ギターくらいしかない薄いサウンドだが、声の使い方をちょっと他とは変えている」という理由で“夏のイリュージョン”を挙げている。
「低音がまるで出ない。裏声と地声の移り目の音が使われるような曲も苦手。地声の高音はキンキンするようで嫌い。」という自覚の元、“Hmmm…”リリース前にボイストレーニングを行った。
「音が流れて移行しているから、音程は合っているのに音痴に聞こえる。上がっていく時はいいが、下がる時にダラダラと流れるクセがある。」というトレーナーの分析があったトレーニング（音域調べ、姿勢チェック、アイウエオの音を組み合わせた発音訓練、ロングトーン、リズムの練習など）を終えた後は「腹筋にこたえて翌日起きられないくらい痛いに違いない」という周囲の予想とは裏腹に元気に朝を迎えた。自身はトレーニングに関して「疲れたけど、心地いい。ボイストレーニングってこんなに疲れるとは思わなかった。ちょっとバカにしてた所があったけど、大切な基本なんだと心底思った。」と感想を抱いている。
コーエーテクモゲームスから発売されている「デッド オア アライブ シリーズ」で担当するエレナにおいて、かつてTeam NINJAに在籍していた板垣伴信が「“あなたには関係ない”というセリフも設定としてはひとつだったが、エレナ役の小山裕香さんがいろんなレベルの演技をしてくれたところ、あまりに名演技だったんで、どのボイスも気に入ってしまい、急遽全部使うことにした」と述べている。

## 人物
方言は広島弁。
アニメ、洋画、ゲーム、テレビ、ラジオに多数出演している。
役柄としては、ちょっとわがままで尖ったところが目立つが、実は恋にゆれる普通の女の子で知られる。
資格・免許は普通自動車免許。趣味は長唄、ジョギング。
小学生の時、テレビから流れてくる神谷明の声をドキドキしながら聞いていた。
親からは「こういう世界（声優俳優業界）では、あんたみたいな何の取り柄もない子は絶対ムリだって」と言われていた。
電話は長電話のほうで、事務所から「連絡が取れないと困るからキャッチホンにしなさい」と叱られたことがある。
「アクセントは地方出身者には、かなりキツイこと」という考えで、前もって下読みできれば調べるが、急にたくさんセリフをもらった時やアニメで速い動きだったりするとポロッと訛りが出る。
歌うこと自体けっこう好きで、カラオケでは演歌からロックまで何でも器用に歌いこなしていた。
書籍『声優ハートフルトーク21 神谷明』にて、宝物として母親が自分を身籠っている時に、お腹の中の自分に対して書いた日記（手帳）を挙げており、それを中学生の頃に渡された時、自分がどんなに望まれて生まれたかを理解し、「反抗できないな」と思ったと語っている。
短大時代は寮に入り、じゃんけんに負けて寮長をやっていた。「規則が厳しくて、お芝居も門限が9時だから見に行けない」と寮長の大変さを語っている。
大阪に2年間住んでいたことがあり、自分の性格を「無茶苦茶頑固で、短気な性格で、ほんとどうしようもない（笑）」と評している。
自分の家の隣の家に泥棒が入り、自身のところにも刑事が聞き込みに来て、「これが刑事さんか」と思わず感激したことがある。
好きな言葉は「潔く生きる！」。卒業式の思い出として、「クラスで自分一人だけ泣かなかった。可愛くない女だと思われたに違いない」と語っている。
バレンタインの思い出は、初めて年下の子にチョコを渡す時、丸文字で可愛らしく仕上げるイメージのはずが、メッセージを書いてくれたおじさんが達筆だったため思いのほか、可愛くない仕上がりのチョコになってしまったこと。
留守番メッセージに、女の子の声で「高石先輩、好きです」という告白が、間違い電話で吹き込まれていたことがあり、その女の子がその後どうなったのか、気になったことがあった。
恋愛に関しては「自分から告白は、とんでもない。勇気がなくてダメ。片想いをしているときは、ドキドキしたり、『やっぱり私なんかダメね』と弱気になり、中学生のような荒っぽくてまっすぐな恋に憧れる」と語っている。

## 出演
太字はメインキャラクター。

### テレビアニメ
1988年
- キテレツ大百科（女生徒、佐和子、桜井妙子〈2代目〉、景正、雪乃、白樺エリナ）

1992年
- まぼろしまぼちゃん（みみ子）
- ママは小学4年生（女子生徒、女子生徒たち）

1993年
- ドラゴンボールZ（ライム）

1994年
- 銀河戦国群雄伝ライ（邑峻）
- ゴールFH（宮本薫）
- 美少女戦士セーラームーンS（ステアリングー）
- ママレード・ボーイ（ジニー・ゴールディング）

1995年
- アニメ世界の童話（姫、ドロシー、リーナ姫）
- それいけ!アンパンマン（あおば姫〈初代〉）
- 天地無用!（満奇）

1996年
- 魔法少女プリティサミー（恵子、テロップではKeiko YUKA OYAMAと誤記）

1998年
- 彼氏彼女の事情（宮沢都香）
- 虹の戦記イリス（ベス）

2001年
- ナジカ電撃作戦（セリナ）

2002年
- あずまんが大王（栄子）

2006年
- ちょこッとSister（碧）
- 夢使い（安村節子）

2008年
- 紅（九鳳院和子）

2009年
- ONE PIECE（サディちゃん）

### 劇場アニメ
- 魁!!男塾（1988年、女性客）
- つるにのって とも子の冒険（1993年、佐々木禎子）
- かっ飛ばせ!ドリーマーズ 〜カープ誕生物語〜（1994年、前田陽子）
- 黄金の法 エル・カンターレの歴史観（2003年、アリサの母）

### OVA
1991年
- ヴァンパイヤー戦争（キキ＝ラミア・ヴィンダウ）
- 鉢かづき姫（初瀬〈鉢かづき姫〉）

1992年
- BASTARD!! -暗黒の破壊神-（1992年 - 1993年、ティア・ノート・ヨーコ）

1993年
- BADBOYS（真実）
- つるにのって「とも子の冒険」（サダコ）

1994年
- 鬼切丸（友紀）
- BADBOYS2（藤井美香）
- 幽幻怪社（水原麻希子）

1995年
- GOLDEN BOY さすらいのお勉強野郎（神崎ゆか）
- 湘南純愛組!（弾間洋子）
- 美少女遊撃隊バトルスキッパー（BSX-AI）

1996年
- レジェンド・オブ クリスタニア（ユゥフ）

2004年
- 天罰エンジェルラビィ☆（シアリィ・ファースン）

2005年
- ペイル・コクーン（YOKO）

### ゲーム
1992年
- ドラゴンスレイヤー英雄伝説II（PCエンジン SUPER CD-ROM²版）（フローラ）
- ブライII 闇皇帝の逆襲（ナポリタン)
- イメージファイトII（ファロン・レイ）

1993年
- クイズ DE 学園祭（古村月子、市ヶ谷千鶴）

1994年
- ソル・モナージュ（パスタ）
- 女神天国（ヤミママ）
- ラングリッサーII（エリザ）

1995年
- ダブルドラゴン（マリアン）
- レッスルエンジェルス　DOUBLE IMPACT（パンサー理沙子、ウィン・ミラー、ダークスターカオス）

1996年
- いまどきのバンパイア（川上聖良）
- エターナルメロディ（楊雲）
- お嬢様捜査網（怪盗ナルシス）
- 新フォーチュン・クエスト 食卓の騎士たち（パステル）
- スーパーリアル麻雀PVI（クリス・ガーランド）

1997年
- こみっくろーど（坂元百合子）
- 時の国のエルフェンリート（ピアニィ）
- ドラゴンナイト4（レア、トルル）
- 女神天国II（ヤミママ）
- タクティカルファイター（矢島純江）

1998年
- はいぱぁセキュリティーズ2（南雲侠華）

1999年
- DEAD OR ALIVE 2（エレナ、ローラン）
- 〜アートカミオン〜芸術伝（都蔵さゆり）

2001年
- 松本零士999 〜Story of Galaxy Express 999〜（スターシア）

2002年
- AS〜エンジェリックセレナーデ（シアリィ・ファースン）
- DEAD OR ALIVE 3（エレナ）

- 電車でGO! プロフェッショナル2（車内アナウンス）

2003年
- ヴィーナス&ブレイブス〜魔女と女神と滅びの予言〜（ヴィヴィ・オールリン、ナレーション）
- DEAD OR ALIVE XTREME BEACH VOLLEYBALL（エレナ、ニキ）
- まじかるトワラー・エンジェルラビィ☆（シアリィ・ファースン / レディシアリィ）

2004年
- シャドウハーツII（ルチア）
- ロックマンX コマンドミッション（フェラム）
- DEAD OR ALIVE 2 ULTIMATE （エレナ、ローラン）

2005年
- DEAD OR ALIVE 4（エレナ、マリア、ニキ）

2006年
- NINETY-NINE NIGHTS（エクトヴァール）
- DEAD OR ALIVE XTREME 2 （エレナ、ニキ）

2010年
- DEAD OR ALIVE Paradise（エレナ、ニキ）
- ONE PIECE ギガントバトル!（サディ）

2011年
- ONE PIECE ギガントバトル! 2 新世界（サディ）
- DEAD OR ALIVE Dimensions （エレナ、マリア）

2012年
- 鉄拳タッグトーナメント2（エンジェル）
- DEAD OR ALIVE 5（エレナ）

2013年
- DEAD OR ALIVE 5+（エレナ）
- DEAD OR ALIVE 5 Ultimate（エレナ）
- DEAD OR ALIVE 5 Ultimate:Arcade（エレナ）

2015年
- DEAD OR ALIVE 5 LAST ROUND（エレナ ）

2016年
- DEAD OR ALIVE Xtreme 3 Fortune/Venus（エレナ）

2017年
- DEAD OR ALIVE Xtreme Venus Vacation（エレナ）

2019年
- DEAD OR ALIVE Xtreme SENSE（エレナ）
- DEAD OR ALIVE 6（エレナ ）
- DEAD OR ALIVE Xtreme 3 Scarlet（エレナ）

2020年
- ロックマンX DiVE（フェラム）

### ドラマCD
- 彼氏彼女の事情 アクト・ゼロ（宮沢都香）
- 彼氏彼女の事情 メモリアルドラマCD FINAL ACT（涼子）
- 終わりのクロニクル（グートルーネ）
- 極道くん漫遊記外伝 CDシネマ4 売り飛ばされて大逃亡（HITODE）
- Wizap! The CD -ウィザップ ザ・CD-（ストーリー・テラー）
- 雨柳堂夢咄（花精、女）
- SF•メルヘン オスカー・ワイルド「幸福な王子」（小さな男の子、少女）
- エターナルメロディ/メディアワークス ドラマCD（楊雲）

### 吹き替え
- 洗脳（レイチェル・ワグナー〈ケイティ・ホームズ〉）
- 上海グランド（ティンティン〈ニン・チン〉）
- 誘う女（リディア・マーツ〈アリソン・フォランド〉）
- ショーガール (ノエミ・マローン〈エリザベス・バークレー〉)
- バレンタイン（ケイト・デイヴィス〈マーリー・シェルトン〉）
- WILD ANGEL（レナ〈エヴァ・ハーバーマン〉）
- パワーレンジャー（キンバリー・アン・ハート / ピンクレンジャー[25]、CDプレゼント告知ナレーション）

### 特撮
- ウルトラマンコスモス2 THE BLUE PLANET（2002年、女性オペレーターの声）

### ラジオ
- 寺島・藤井のジャストミート（文化放送）
- とうきゅうサウンドパラダイス（文化放送）
- ANA WORLD AIR CURRENT（J-WAVE）
- St.GIGA[26]
- 国際スクランブルゴーゴー（アシスタント[1]）
- ニュース（TFM）パーソナリティ

### ラジオドラマ
- 青山二丁目劇場
  - 「幽霊修行」（麻美）
  - 「天狗囃子 第一話・鬼人の森 第二話・伊豆の流人 第三話・闇夜の笛 最終話・平家滅亡」（静御前）
  - 「空に記す〜島根編〜」（松原文江）
  - 「雪の日の同窓会」（宮本ヒカル）
  - 「帰らない理由」（祐一の母）
  - 「銀河熟年離婚危機」（織姫）　　　　　　　
  - 「吾輩は、ロクである」（早瀬恵子）
  - 「引きこもりな私たち」（夏川真美子）
  - 「見舞う人」（笹原良美）
  - 「ボトムライン」（静江）

### ナレーション
- 富士山麓　野鳥たちの詩（群像舎・アズマックス 1996年作品）
- 趣味悠々（NHK総合テレビジョン）
- たのしいのりもの図鑑 9 いろいろなはたらくじどうしゃ 11 はたらくトラック（ポニーキャニオン）
- 大使の国のたからもの（テレビ東京）
- 皇室特番（TBS）
- 突然バラエティー速報!!COUNT DOWN100（TBS）ランキング、オープニングナレーション
- まる得マガジン（NHK Eテレ）
- たけしの本当は怖い家庭の医学 看護婦ナレーション
- デビュー50周年記念展 池田理代子 -「ベルばら」とともに-
- 決定！これが東京オリンピック追加種目だ（2017年、NHK衛星第一放送）
- NHK高校講座 生物基礎

### テレビ番組
- リポートにっぽん（NHK教育テレビ）リポーター（1989年度 - 1990年度）
- さんすうすいすい（NHK教育テレビ）ミュウ（声の出演）
- 週刊ブックレビュー（NHK衛星第二放送）司会アシスタント
- 番組ガイド（NHK）司会アシスタント
- マンチェスター・ユナイテッドTV

### CM
- ジェニー（タカラ[12]）
- テルモ（アームイン血圧計）
- JACCSカード[27]

### その他
- 源氏物語（CS SONYチャンネル）朗読
- 日産社員教育用ビデオ（顔出し）
- SLOT DEAD OR ALIVE 5（エレナ）
- 雑誌アニメージュ 青山二丁目物語 インタビュアー（1994年4月号まで 計5回）

## ディスコグラフィ

### アルバム
|     | 発売日        | タイトル | 規格品番   |
| --- | ------------- | -------- | ---------- |
| 1st | 1994年7月25日 | Hmmm…    | TKCA-70449 |

### キャラクターソング
|  | 発売日         | 商品名                                                                | 楽曲 |
|  | -------------- | --------------------------------------------------------------------- | --- |
|  |                | オカルト♡バージン                                                     | CO・CO・ROバージン はじめての気持ち |
|  | 1992年11月25日 | BASTARD‼︎-暗黒の破壊神-Vol.2 BASTARD・TV                               | 女同士って、いいものね？（ヨーコ(小山裕香)・シーラ(吉田古奈美)、トラック12）Moonlight Magic（トラック29）                                         |
|  | 1995年7月21日  | ママレード・ボーイVol.7 ママレード・サマー！［ヴォーカルアルバムIII］ | Only Lonely Girl |
|  | 1996年7月24日  | スーパーリアル麻雀PVI オリジナル・ゲームサウンドトラック              | もうちょっとで…いい感じ（豊嶋真千子・大塚瑞恵・柳沢三千代・小山裕香、1.ゲームバージョン、27.フルバージョン）、14.クリスのメッセージ〜オープニング |

### 歌手参加楽曲
|  | 発売日        | 商品名                     | 楽曲                        |
|  | ------------- | -------------------------- | --------------------------- |
|  | 1993年1月21日 | 片想い                     | 星空が映る海 いちばんの景色 |
|  | 2015年5月20日 | ラジオ体操 第1第2 ご当地版 | ラジオ体操第2広島弁         |

### その他参加作品
|  | 発売日         | 商品名                                                               | 楽曲 | 備考                                           |
|  | -------------- | -------------------------------------------------------------------- | --- | ---------------------------------------------- |
|  | 1992年4月21日  | One Month Late Graduation 一ヶ月遅れの卒業式                         | 新しい私 | 松本一起ラブ・エッセイ・シリーズVol.1          |
|  | 1992年7月21日  | St.Valentine In Summer 夏のセントバレンタイン                        | 1992年の夏が始まった                                                                                           | 松本一起ラブ・エッセイ・シリーズVol.2          |
|  | 1992年8月21日  | 草尾毅・堀川亮・皆口裕子・小山裕香/声優スペシャル Say You Special    | 小山さんからのメッセージ 小山さんちの場合 すごく普通の人の場合 亭主持ちの場合 まちがい電話⁈の場合 あぶない場合 |                                                |
|  | 1992年10月21日 | I Don’t Like X’mas Xマスなんて大・キ・ラ・イ                         | ジングルベル〜 そうよ、これから始まるのよ                                                                      | 松本一起ラブ・エッセイ・シリーズVol.3          |
|  | 1992年11月25日 | BASTARD‼︎-暗黒の破壊神-Vol.2 BASTARD・TV                              | トラック2、3、5、10、11、13、18、20、24、26、27、28、30                                                        |                                                |
|  | 1992年12月25日 | 1993.I Love You！ 1993年あなたが好き！                               | もう少し、待ってみるわ                                                                                         | 松本一起ラブ・エッセイ・シリーズVol.4          |
|  | 1993年3月1日   | 人気声優シリーズ 小山裕香スペシャル                                  | | 「松本一起ラブ・エッセイ・シリーズ」の再編集物 |
|  | 1993年11月25日 | 國府田マリ子 KISS                                                    | トラック7.インタビュー（インタビュアー）                                                                       |                                                |
|  | 1994年3月16日  | 飾らない心のまま 緑川 光                                             | ミニドラマ「必要なのは…」（出演） アニメージュインタビュー（インタビュアー）                                   |                                                |
|  | 2010年4月2日   | DEAD OR ALIVE Paradise こっそり生録ボイス&オリジナルサウンドトラック | トラック27〜32 エレナ                                                                                          |                                                |